# Michael Roach

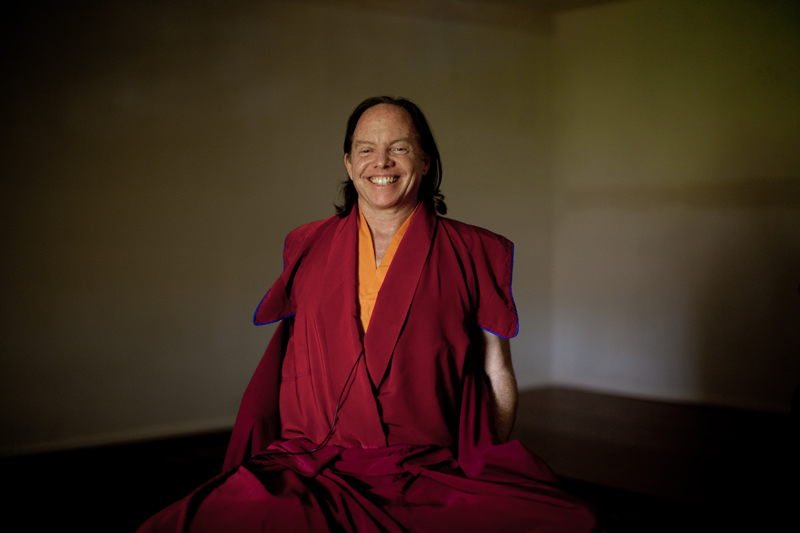
Michael Roach

Michael Roach (* 1952) ist ein US-amerikanischer Lehrer des tibetischen Buddhismus der Gelugpa-Schule. Er trägt den Titel Geshe – der ihm nach über 20 Jahren intensiven Studiums des tibetischen Buddhismus in USA und Indien von der Sera-Universität in Dharamsala verliehen wurde.
Derzeit unterrichtet Michael Roach Buddhismus am Asian Classics Institut in Phoenix, einer von ihm 2001 gegründeten Organisation zur Ausbildung in den Lehren des tibetischen Buddhismus. Er ist für Vorträge und Seminare mehrere Monate im Jahr unterwegs und unterrichtet dabei in der buddhistischen Lehre und in ethischer Unternehmensführung.
Michael Roach war an der Gründung der Andin Corporation beteiligt. Zu dem von ihm initiierten Institutionen zählen das Asian Classics Input Projekt (ACI) und das Diamond Cutter Institute (DCI).

## Leben

### Kindheit und Jugend
Michael Roach wurde 1952 als Sohn episkopaler Eltern in Los Angeles, Kalifornien, geboren und wuchs in Phoenix (Arizona) auf. Nach seinem High-School-Abschluss wurde ihm von U.S.-Präsident Richard Nixon die Presidential Scholars Medaille verliehen. 1974 machte er seinen Abschluss an der Princeton University. Gegen Ende des Studiums verlor er in kurzem Abstand beide Eltern durch Krebs, kurz darauf beging sein Bruder Selbstmord.

### Buddhistisches Studium
Nach diesen Schicksalsschlägen begab er sich auf eine persönliche spirituelle Suche und kam auf einer Reise nach Indien in Kontakt mit dem tibetischen Buddhismus. Zurück in USA zog er mit seinem Lehrer, Lama Sermey Khensu Lobsang Tharchin in ein buddhistisches Kloster in New Jersey. 1983 wurde er als buddhistischer Mönch ordiniert, seinen Geshe-Titel erhielt er 1995.

### Andin International
Auf Weisung seines Lehrers gründete er Andin International, ein heute weltweit erfolgreiches Schmuckunternehmen mit Sitz in New York. Im Jahr 2009 wurde Andin von Berkshire Hathaway, der Investmentgesellschaft von Warren Buffett übernommen.
Michael Roach verließ Andin Ende der 1990er Jahre und verwendete sein erworbenes Vermögen, um verschiedene Stiftungen zu gründen. Seine Erfahrungen als Unternehmer nutzte er für sein Buch „Der Diamantschneider“, in dem er die Sutra des Diamantschneiders, die Diamant-Sutra, im Kontext der modernen Geschäftswelt erklärt. "Der Diamantschneider" wurde in über 20 Sprachen übersetzt und mehrere Millionen Mal verkauft.

### ACI und DCI
Von 1993 bis 1999 gab Roach in New York City eine Reihe von Kursen im tibetischen Buddhismus. Diese Kurse bilden den Grundstein für ein siebenjähriges Studium, das die Sechs Großen Werke des Buddhismus abdeckt.
Roach gründete ebenfalls das Asian Classics Input Project (ACIP), das uralte und vom Verlust bedrohte Buddhistische Texte elektronisch erfasst. ACIP hat über 8.500 Werke transkribiert und erfasst – beinahe eine halbe Million Seiten – und stellt sie umsonst zur Verfügung. Außerdem sichert ACIP vielen tibetischen Flüchtlingen ein regelmäßiges Einkommen. Während der 1990er Jahre unterhielt Roach eine Fernsehsendung in Manhattan sowie eine wöchentliche Sendung für die Mongolei, die ungefähr 500.000 Zuschauer hatte. Er gründete die Diamond Abbey in New York (Tibetisch Ausbildung für Mönche und Nonnen) und das Diamond Cutter Institute (eine Institution, die Menschen hilft, durch die Anwendung buddhistischer Lehren erfolgreich zu werden). Außerdem gründete Roach das Godstow Retreat Center in Redding, Connecticut, das heute Do Ngak Kunphen Ling Tibetan Buddhist Center for Universal Peace heißt.

### Drei-Jahres Retreat in der Wüste Arizonas und Diamond Mountain
Von 2000 bis 2003 zog sich Roach mit fünf weiteren Teilnehmern zu einem klassischen Dreijahres-Schweigeretreat in die Wüste Arizonas zurück.
Im Herbst 2004 fingen Roach und seine Partnerin Christie McNally an, Diamond Mountain aufzubauen, ein buddhistisches Retreat- und Seminarzentrum in Arizona. Hier lehrten sie das aus achtzehn Kursen bestehende Studium des Vajrayana-Weges. Diese achtzehn Fortgeschrittenenkurse wurden im Jahr 2010 das erste Mal vollendet. Ein weiteres Dreijahresretreat mit Studenten der ersten Abschlussklasse des Diamond Mountain begann 2010 im eigens dafür eingerichtete Tal auf dem Gelände von Diamond Mountain.

## Spirituelle Partnerschaft und Kontroversen
Obwohl sie normalerweise zölibatär leben, praktizieren die Gelugpa-Mönche in einigen Fällen das sogenannte Karmamudrā (eine Yogapraxis, die sexuelle Handlungen beinhaltet), ohne damit ihre Ordensgelübde zu brechen. In der Gelupga-Linie gilt diese Praxis als eine der höchsten spirituellen Lehren überhaupt und ist die Voraussetzung für die Erleuchtung in diesem Leben. Diese Praxis wird nur sehr erfahrenen Mönchen mit langjähriger spiritueller Praxis und außergewöhnlichen spirituellen Fähigkeiten zugestanden und sie bedarf der Genehmigung durch hohe Lamas. Michael Roach und Christie McNally, damals seine Schülerin, begründeten 1998 eine derartige Partnerschaft und hielten sie – wie es die Tradition gebietet – anfänglich geheim. Beide legten persönliche Gelübde ab, eines davon besagte, dass sie nie mehr als 15 Feet (ca. 4,5 m) voneinander entfernt sein würden. 
2003 stellten sie fest, dass es in der heutigen Zeit unmöglich ist, spirituelle Partnerschaften im Verborgenen zu leben und machten ihre Partnerschaft öffentlich. Das führte zu einigen Kontroversen innerhalb der buddhistischen Gemeinden sowohl in den USA als auch in Indien. Um nicht den Anschein der Unschicklichkeit zu wecken, wurden Roach und McNally gebeten, einem Vortrag des Dalai Lama in Dharamsala im Jahr 2006 nicht beizuwohnen. Die Partnerschaft endete 2009. Christie McNally war seitdem mit Ian Thorson verheiratet und hat im Jahr 2010 ein weiteres Drei-Jahres-Retreat in der Wüste von Arizona begonnen. Roach und McNally üben ihre Lehrtätigkeit weiterhin gemeinsam aus, aktuell unterbrochen durch ebendieses Retreat. Beide lehren im Rahmen der Retreat Unterweisungen, die im zweimal im Jahr im Diamond Mountain Retreat Center in Arizona stattfinden. Im April 2012 starb Christie McNallys Ehemann Ian Thorson unter bislang nicht endgültig geklärten Umständen in der Wüste von Arizona in unmittelbarer Nähe des Diamond Retreats.

## Schriften
- Der Diamantschneider – Die Weisheit des Diamanten. Buddhistische Prinzipien für beruflichen Erfolg und privates Glück; ISBN 978-3-9813888-2-4
- Karmic Management – Erfolg durch Spiritualität; ISBN 978-3-9813888-0-0
- Das tibetische Yoga des Herzens - Tägliche Übungen für Körper und Geist; ISBN 978-3896202390
- Der Garten des Buddha - Tibetische Lehren – eine Erzählung; ISBN 978-3-9813888-5-5
- Die Essenz des Yoga nach Patanjali - Zeitlose Weisheit als Weg zum erfüllten Leben; ISBN 978-3866160453
- Der östliche Pfad zum Himmel - Die Lehren von Jesus in Tibet – ein Wegführer zum Glücklichsein; ISBN 978-3981388879
- Damit Yoga wirkt - Sich selbst und andere mit den Yoga Sutras heilen; ISBN 978-3-9813888-6-2